# Tennistoernooi van Sydney 2010
Het tennistoernooi van Sydney van 2010 werd van 10 tot en met 16 januari 2010 gespeeld op de hardcourt-buitenbanen van het Olympic Park Tennis Centre in de Australische stad Sydney. De officiële naam van het toernooi was Medibank International. Het was de 118e editie van het toernooi.
Het toernooi bestond uit twee delen:
- WTA-toernooi van Sydney 2010, het toernooi voor de vrouwen
- ATP-toernooi van Sydney 2010, het toernooi voor de mannen

ATP-toernooi van Sydney – WTA-toernooi van Sydney

Toernooien sinds 1990:
1990 · 1991 · 1992 · 1993 · 1994 · 1995 · 1996 · 1997 · 1998 · 1999 · 2000 · 2001 · 2002 · 2003 · 2004 · 2005 · 2006 · 2007 · 2008 · 2009 · 2010 · 2011 · 2012 · 2013 · 2014 · 2015 · 2016 · 2017 · 2018 · 2019 · 2020 · 2021 · 2022